# Vulcano (1792)
Il Vulcano fu un vascello di linea veneziano da 66 cannoni che prestò servizio nella Armada tra il 1793 e il 1797. Seconda unità della sua classe, nota anche come "Classe San Carlo regolato", fu impostato nel 1752, ma varato solo nel 1792 dopo che aveva subito sullo scalo notevoli modifiche alla carena suggerite dall'architetto costruttore Andrea Spadon, vagliate dal Pubblico Professore delle Matematiche di Architettura navale dell'Università di Padova Simone Stratico, e messe in atto dall'architetto Andrea Chiribiri.

## Storia
Seconda unità della classe San Carlo Borromeo, la costruzione del vascello di primo rango da 66 cannoni Vulcano fu ordinata dal Senato nel 1739, ma la nave fu impostata solo nel 1752 sotto la direzione del Proto marangon Marco Nobile.
Il vascello fu completato sullo scalo fino ai "18 carati" e lasciato in riserva fino a che non furono adottante alcune modifiche nella parte poppiera della carena al fine di evitare la formazione di vortici nella zona del timone che avevano portato alla perdita dell'unità capoclasse.
Completato a partire dal 1788 sotto la direzione dell'architetto Andrea Chiribiri il vascello fu varato presso l'Arsenale il 26 gennaio 1792, ed entrò in servizio nell'Armata Grossa di stanza a Corfù, sotto il comando del Capitano ordinario Pagiello, il 30 aprile 1793.
Dopo la caduta della Repubblica di Venezia, avvenuta il 12 maggio 1797, il vascello fu catturato dai francesi a Corfù il 23 luglio successivo, insieme alle rimanenti unità della Armata Grossa ivi stanziate. Ribattezzato inizialmente Vulcain assunse poi il nome di Causse in memoria di un generale francese caduto durante la battaglia di Dego, nel corso della campagna d'Italia del 1796-1797. In seguito prese parte, come nave mercantile, alla spedizione in Egitto al comando del generale Bonaparte, inquadrata nella squadra navale dell'ammiraglio Brueys. Rientrata in servizio come fregata, dopo il disastro di Abukir, la Causse fu catturata nel porto di Alessandria dagli inglesi il 2 settembre 1801, dopo la resa del generale Jacques François Menou, e ceduta all'Impero ottomano. Non è noto il destino finale dell'unità.

### Annotazioni
1. ↑  A partire dal 1750 i vascelli dell'Armada veneziana adottarono, su decisione del Senato, una nuova colorazione avendo i fianchi dipinti a bande orizzontali gialle all'altezza del portelli dei cannoni, alternate a bande nere tra i portelli di un ponte e quelli sottostanti. Tale colorazione venne adottata anche dalla Royal Navy, su pressione esercitata da Lord Nelson, a partire dal 1795.

### Fonti
1. 1 2  http://www.veneziamuseo.it/ARSENAL/schede_arsenal/vascelli.htm.
2. 1 2 3 4 5  Levi 1896, p. 40.
3. ↑  Levi 1896, p. 41.
4. ↑  Levi 1896, p. 50.
5. ↑  Fremont-Barnes 2011, p. 33.
6. 1 2 3  Donolo 2012, p. 207.